# Circonscription de la Riverina

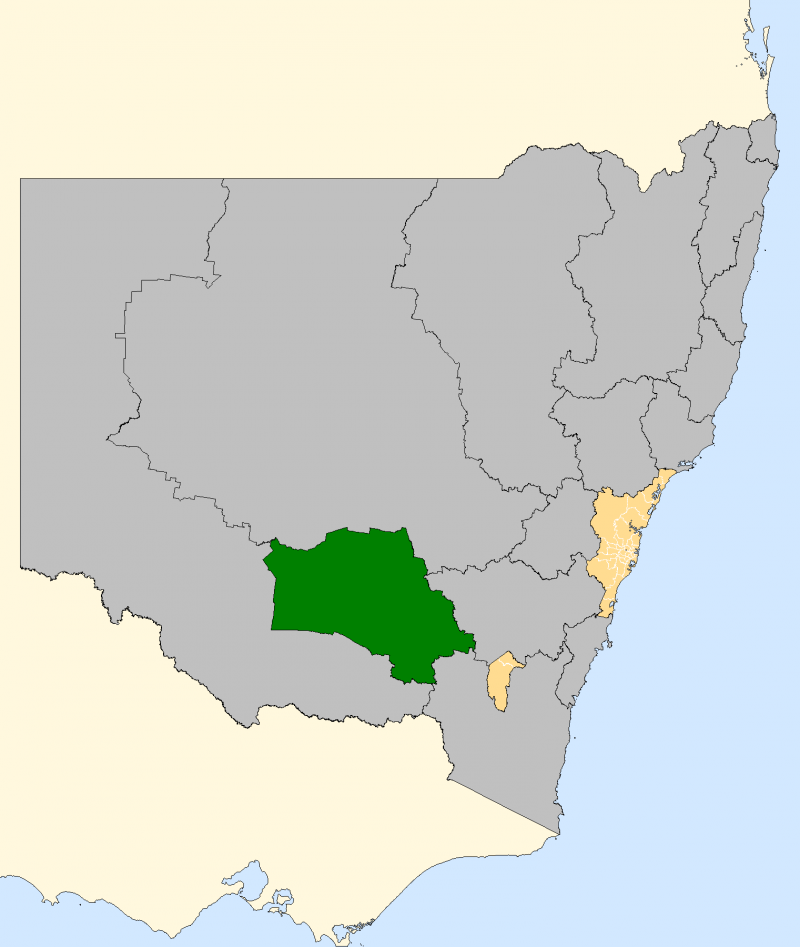
La circonscription de Barton en Nouvelle-Galles du Sud.

La circonscription de la Riverina est une circonscription électorale australienne en Nouvelle-Galles du Sud. Elle est située dans le sud de l'État, occupant la vallée de la rivière Murrumbidgee. Elle comprend les villes de Wagga Wagga, Junee, Gundagai, Hay, Leeton et Griffith. La Sturt Highway traverse la circonscription.
Elle a été créée en 1900 et a été l'une des 75 divisions d'origine du Commonwealth d'Australie. Elle porte le nom de la région, la Riverina, dans laquelle elle se trouve. À la nouvelle répartition de 1984, elle a été supprimée et remplacée par celle de la Riverina-Darling, mais à la redistribution de 1992, elle a été recréée. Elle couvre une région essentiellement agricole.
La circonscription est actuellement un siège assuré pour le Parti national, mais elle était un siège beaucoup moins sûr lorsqu'elle comprenait les villes minières travaillistes de Broken Hill et Cobar qui ont maintenant été transférées à la circonscription de Calare. 
Le siège a été occupé autrefois par Al Grassby, Ministre de l'immigration dans le gouvernement Whitlam.

## Députés
| Nom                | Parti           | Période de mandat |
| ------------------ | --------------- | ----------------- |
| John Chanter       | Protectionniste | 1901–1903         |
| Robert Blackwood   | Free Trade      | 1903–1904         |
| John Chanter       | Protectionniste | 1904–1909         |
| John Chanter       | Travailliste    | 1909–1913         |
| Franc Falkiner     | Commonwealth    | 1913–1914         |
| John Chanter       | Travailliste    | 1914–1916         |
| John Chanter       | Nationaliste    | 1916–1922         |
| William Killen     | Country         | 1922–1931         |
| Horace Nock        | Country         | 1931–1940         |
| Joseph Langtry     | Travailliste    | 1940–1949         |
| Hugh Roberton      | Country         | 1949–1965         |
| Adam Armstrong     | Country         | 1965–1969         |
| Al Grassby         | Travailliste    | 1969–1974         |
| John Sullivan (en) | Country         | 1974–1977         |
| John FitzPatrick   | Travailliste    | 1977–1980         |
| Noel Hicks         | National        | 1980–1984         |
| Nom                | Parti           | Période de mandat |
| Noel Hicks         | National        | 1993–1998         |
| Kay Hull           | National        | 1998–2010         |
| Michael McCormack  | National        | 2010–en cours     |